# Estació de Fabra i Puig
Fabra i Puig (antigament anomenada Sant Andreu Arenal o Sant Andreu Nord) és una estació de les línies R3, R4, R7 de Rodalies de Catalunya i de la L1 del Metro de Barcelona; conjuntament formen un intercanviador situat al districte de Sant Andreu de Barcelona. A més als voltants de l'estació hi ha una estació d'autobusos interurbans, que la comuniquen amb diferents poblacions del Vallès Occidental i del Vallès Oriental. S'hi accedeix des del Passeig de Fabra i Puig i l'Avinguda Meridiana.
L'any 2016, l'estació de Rodalies va registrar l'entrada de 1.849.000 passatgers i la del Metro va registrar-ne 5.165.073.

## Història
L'estació de la L1 del Metro de Barcelona va ser oberta al públic el 1954 amb el nom de Fabra y Puig com a part del Ferrocarril Metropolità Transversal. L'actual estació subterrània de Rodalies es va crear amb el soterrament de les línies de Renfe dins del nucli urbà de Barcelona, per crear l'Avinguda Meridiana.

## Serveis ferroviaris
| Procedència/Destinació                                  | <                      | Línia | >           | Procedència/Destinació                                                            |
| ------------------------------------------------------- | ---------------------- | ----- | ----------- | --------------------------------------------------------------------------------- |
| Metro de Barcelona                                      |                        |       |             |                                                                                   |
| Hospital de Bellvitge                                   | La Sagrera             |       | Sant Andreu | Fondo                                                                             |
| Rodalia de Barcelona                                    |                        |       |             |                                                                                   |
| L'Hospitalet de Llobregat                               | La Sagrera - Meridiana |       | Torre Baró  | Granollers-Canovelles La Garriga Vic Ripoll / Ribes de Freser / La Tor de Querol¹ |
| Sant Vicenç de Calders Vilafranca del Penedès Martorell | La Sagrera - Meridiana |       | Torre Baró  | Terrassa Manresa                                                                  |
| terminal                                                | terminal               |       | Torre Baró  | Cerdanyola Universitat                                                            |

1. Regionals cadenciats amb parada a algunes estacions de la R3